# Eulacestoma nigropectus
Eulacestoma nigropectus là một loài chim trong họ Pachycephalidae.